# 万泉湖 (改则县)
万泉湖位于中国西藏自治区阿里地区改则县境内，地处改则县中北部，长梁山北麓。湖面海拔4882米，面积30.4平方公里。湖区气候寒冷干燥，年均气温-6～-4℃，年均降水量75～100毫米。湖水主要依靠泉水和地表径流补给，集水区面积3922.6平方公里。